# Центр медицинской реабилитации и санаторного лечения Министерства обороны России (Феодосия)
Центр медицинской реабилитации и санаторного лечения Министерства обороны России, ранее Феодосийский военный клинический санаторий — один из действующих санаториев Министерства обороны России, расположен на побережье Чёрного моря в центральной части города Феодосии, Республика Крым.

## История
История зданий расположенных на территории санатория начинается с 19 века когда они принадлежали градоначальнику Феодосии, Семёну Михайловичу Броневскому На то время здания использовались как дача и находились на окраине города, со временем город разрастался и теперь это уже центральная часть Феодосии. На указанной территории сохранилась небольшая постройка в виде грота с колоннами которая носит название Пушкинский грот. Считается что именно здесь великий русский поэт А.С. Пушкин в августе 1820 года на несколько дней останавливался у градоначальника во время своего путешествия на Кавказ.
Здания принадлежали Броневскому С.М. до его смерти в 1830 году. Далее в 1838 году дача с имуществом была приобретена генералом П. С. Котляревским
В начале 20 века в период с 1911 по 1914 год в двухэтажном здании снимал квартиру и проживал Дмитрий Ильич Ульянов, младший брат В.И. Ленина. Именно у него в апреле - мае 1913 года гостили мать - Мария Александровна Ульянова и младшая сестра Анна Ильинична Елизарова-Ульянова. На указанном здании установлена памятная доска с соответствующей надписью.
Позже в советские времена здесь был создан военный госпиталь, который в дальнейшем был реорганизован в военный санаторий.

## Галерея

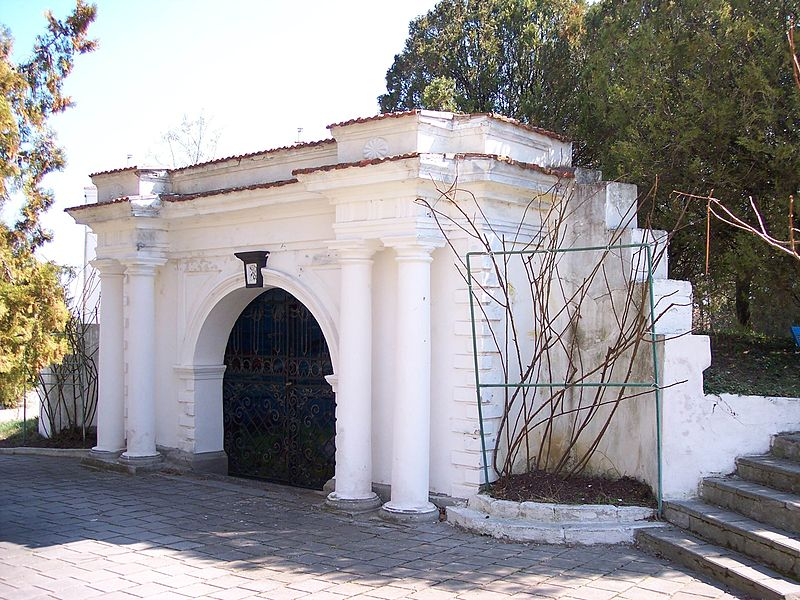
Грот Пушкина на территории санатория
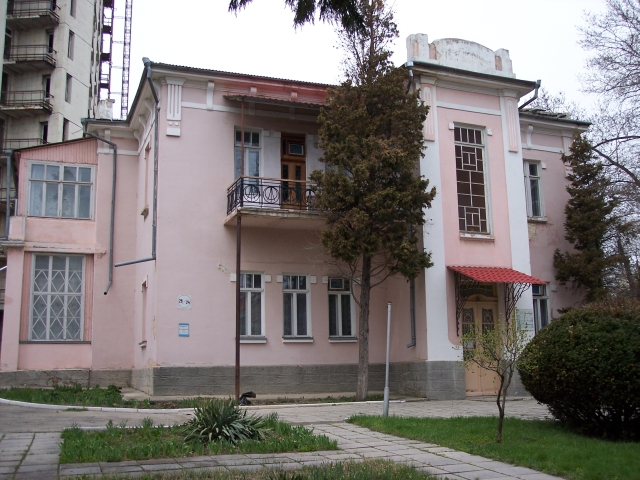
Здание где проживали Ульяновы в 1911 - 1914
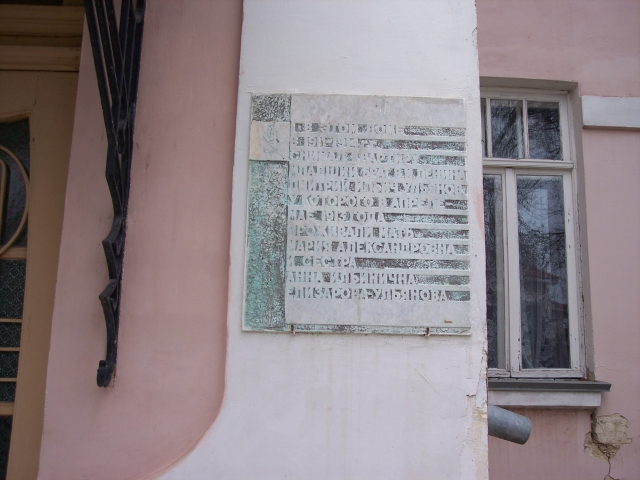
Памятная доска на здании где проживали Ульяновы в 1911 - 1914 гг.